# 中溝徳太郎
中溝 徳太郎（なかみぞ とくたろう、1858年2月5日（安政4年12月22日） -  1923年（大正12年）2月13日）は、日本の海軍軍人、最終階級は海軍中将。男爵。

## 経歴
佐賀藩士・中溝孝稠の長男として生まれる。攻玉社を経て、1878年7月、海軍兵学校（5期）を卒業し、1881年1月、海軍少尉任官。「葛城」「大和」の各分隊長、海軍省艦政局、「浪速」水雷長、「八重山」副長、横須賀水雷隊施設部司令、千代田副長などを歴任し、日清戦争に「秋津洲」副長として出征した。
旅順口水雷敷設隊司令、「愛宕」艦長、臨時海軍建築部舞鶴支部長、兼舞鶴水雷団長、イギリス公使館付、舞鶴鎮守府参謀長、イギリス駐在、などを経て、1903年7月、海軍少将に進級。常備艦隊司令官、海軍省軍務局長などを経て、日露戦争時は呉鎮守府参謀長、舞鶴工廠長を務めた。1907年3月、海軍中将となり、軍務局長を務めた後、1909年12月に待命となり、1911年4月17日、予備役に編入された。
1907年9月、男爵の爵位を授爵し華族となり、1911年7月10日から1918年7月9日まで貴族院議員を務めた。

## 栄典
位階
- 1883年（明治16年）12月25日 - 従七位[4]
- 1886年（明治19年）11月27日 - 正七位[5]
- 1892年（明治25年）3月23日 - 従六位[6]
- 1896年（明治29年）12月21日 - 正六位[7]
- 1898年（明治31年）3月8日 - 従五位[8]
- 1903年（明治36年）4月20日 - 正五位[9]
- 1907年（明治40年）5月10日 - 従四位[10]
- 1911年（明治44年）5月10日 - 正四位[11]
- 1920年（大正9年）5月20日 - 従三位[12]

勲章等
- 1890年（明治23年）11月27日 - 勲六等瑞宝章[13]
- 1894年（明治27年）11月24日 - 勲五等瑞宝章[14]
- 1895年（明治28年）
  - 9月27日 - 双光旭日章・功四級金鵄勲章[15]
  - 11月18日 - 明治二十七八年従軍記章[16]
- 1899年（明治32年）11月10日 - 勲四等瑞宝章[17]
- 1905年（明治38年）5月30日 - 勲三等瑞宝章[18]
- 1906年（明治39年）4月1日 - 勲二等旭日重光章・功三級金鵄勲章・明治三十七八年従軍記章[19]
- 1907年（明治40年）9月21日 - 男爵[20]
- 1920年（大正9年）11月1日 - 銀杯一組[21]

外国勲章佩用允許
- 1910年（明治43年）5月9日 - 大韓帝国：勲一等太極章[22]

## 親族
- 妻 中溝亀子 古賀晋介（大軍医）の娘
- 弟 中溝武三郎（陸軍大佐。三男が徳太郎の養子となった[23]。）